# 116 Сірона
116 Сірона (116 Sirona) — астероїд головного поясу, відкритий 8 вересня 1871 року.
Названо на честь Сірони (англ. Sirona) — богині в кельтській міфології.